# Matías Fernando Soto
Matías Fernando Soto de Freitas (Salto, Salto, Uruguay; 23 de abril de 1991) es un futbolista uruguayo. Juega como defensa y su actual club es  club atlético huracán de chabás  liga casildense de fútbol argentina 

## Clubes
| Club           | País        | Año       |
| -------------- | ----------- | --------- |
| Juventud       | Uruguay     | 2012-2016 |
| Rampla Juniors | Uruguay     | 2017-2018 |
| Santa Tecla    | El Salvador | 2019      |
| Rampla Juniors | Uruguay     | 2019      |
| Real España    | Honduras    | 2020      |
| Rampla Juniors | Uruguay     | 2021-2022 |
| Cerrito        | Uruguay     | 2022-2024 |
| Real Sociedad  | Honduras    | 2024      |
| Zamora F.C     | Venezuela   | 2024-     |

## Estadísticas
| Club                      | Temporada           | Liga | Liga | Copa Nacional | Copa Nacional | Copa Internacional | Copa Internacional | Total | Total |
| Club                      | Temporada           | PJ   | G    | PJ            | G             | PJ                 | G                  | PJ    | G     |
| ------------------------- | ------------------- | ---- | ---- | ------------- | ------------- | ------------------ | ------------------ | ----- | ----- |
| Juventud · Uruguay        | 2012/13             | 22   | 0    | -             | -             | -                  | -                  | 22    | 0     |
| Juventud · Uruguay        | 2013/14             | 19   | 0    | -             | -             | -                  | -                  | 19    | 0     |
| Juventud · Uruguay        | 2014/15             | 12   | 0    | -             | -             | -                  | -                  | 12    | 0     |
| Juventud · Uruguay        | 2015/16             | 25   | 0    | -             | -             | 4                  | 0                  | 29    | 0     |
| Juventud · Uruguay        | 2016                | 13   | 0    | -             | -             | -                  | -                  | 13    | 0     |
| Juventud · Uruguay        | Total               | 91   | 0    | 0             | 0             | 4                  | 0                  | 95    | 0     |
| Rampla Juniors · Uruguay  |                     |      |      |               |               |                    |                    |       |       |
| 2017                      | 27                  | 0    | -    | -             | -             | -                  | 27                 | 0     |       |
| 2018                      | 21                  | 1    | -    | -             | 1             | 0                  | 22                 | 1     |       |
| 2019                      | 15                  | 1    | -    | -             | -             | -                  | 15                 | 1     |       |
| Total                     | 63                  | 2    | 0    | 0             | 1             | 0                  | 64                 | 2     |       |
| Santa Tecla · El Salvador |                     |      |      |               |               |                    |                    |       |       |
| 2018/19                   | 16                  | 1    | -    | -             | -             | -                  | 16                 | 1     |       |
| Total                     | 16                  | 1    | 0    | 0             | 0             | 0                  | 16                 | 1     |       |
| Real España Honduras      |                     |      |      |               |               |                    |                    |       |       |
| 2019/20                   | 0                   | 0    | 0    | 0             | -             | -                  | 0                  | 0     |       |
| Total                     | 0                   | 0    | 0    | 0             | 0             | 0                  | 0                  | 0     |       |
| Total en su carrera       | Total en su carrera | 170  | 3    | 0             | 0             | 5                  | 0                  | 175   | 3     |

## Palmarés

### Campeonatos nacionales
| Título           | Club        | País        | Año     |
| ---------------- | ----------- | ----------- | ------- |
| Copa El Salvador | Santa Tecla | El Salvador | 2018-19 |